# 阿珀尔
阿珀尔是德国下萨克森州的一个市镇。总面积15.43平方公里，总人口1980人，其中男性983人，女性997人（2011年12月31日），人口密度128人/平方公里。